# Федоренко Євген Григорович
Євге́н Григо́рович Федоре́нко (*1903-1987) — український радянський філософ-марксист.
Родом з Житомирщини; студіював у Одеському Університеті; викладав у Київському Університеті, Вищій партійній школі при ЦК КПУ, з 1963 в Київському медичному інституті (завідувач кафедри філософії).
Праці на тему ком. етики: «Про роль народних мас і особи в історії» (1957), «Коммунистическая нравственность» (1959), «Моральні основи радянської сім'ї» (1963) й ін.